# Осморедово квадратно пано
Осморедовото квадратно пано е правилно хиперболично пано. На всеки връх има осем квадрата. Връхната фигура е правилен осмоъгълник. Дуланото пано е четириредово квадратно пано

## Свързани пана

### Квадратни пана
- квадратен двустен
- куб
- квадратно пано
- петоредово квадратно пано
- шесторедово квадратно пано
- седморедово квадратно пано
- осморедово квадратно пано
- деветоредово квадратно пано

### Осморедови пана
- осмоъгълен маркучостен
- осморедово триъгълно пано
- осморедово квадратно пано
- осморедово петоъгълно пано
- осморедово шестоъгълно пано
- осморедово седмоъгълно пано
- осморедово осмоъгълно пано
- осморедово деветоъгълно пано

### Четириосмоъгълни пана
- четириредово осмоъгълно пано (сменяне: осморедово квадратно пано)
- пресечено четириредово осмоъгълно пано (сменяне: скосено осмоосмоъгълно пано)
- четириосмоъгълно пано (сменяне: шесторедово квадратно пано)
- осмоъгълно пано (сменяне: тричетириъгълно дърво)
- осморедово квадратно пано (сменяне: осморедово осмоъгълно пано)
- четиричетириосмоъгълно пано (сменяне: петоредово квадратно пано)
- пресечено четириосмоъгълно пано (сменяне: скосено четириосмоъгълно пано)

### Четиричетиричетириъгълни пана
- осморедово квадратно пано
- четириосмоъгълно пано
- осморедово квадратно пано
- четириосмоъгълно пано
- осморедово квадратно пано
- четириосмоъгълно пано
- осмоъгълно пано
- тричетириъгълно дърво
- осморедово осмоъгълно пано
- шесторедово квадратно пано